# Grønlandske fjorde
Dette er en liste over fjorde i Grønland. De er sorteret efter kommunalt tilhørsforhold, derefter alfabetisk. Hvis en fjord ligger på grænsen mellem to kommuner, er den nævnt på begge.

## Avannaata Kommune
- Arfersiorfik
- Ikerssuaq (Hvalsund)
- Ilulissat Isfjord (Jakobshavns Isfjord)
- Inglefield Bredning
- Kangerluarsorujak (Olrik Fjord)
- Kangerluarsuk (Cass Fjord)
- Kangerlussuaq (Giesecke Isfjord)
- Karrats Fjord
- Qarajaq Isfjord
- Robertson Fjord
- Ukkusissat Fjord
- Upernavik Isfjord
- Ussing Isfjord
- Uummannap Kangerlua (Wolstenholme Fjord)
- Uummannaq Fjord (Umanakfjorden)

## Kujalleq Kommune
- Alanngorsuaq (Kobberminebugt)
- Alluitsup Kangerlua (Lichtenaufjorden)
- Igalikup Kangerlua (Igalikofjorden, Einarsfjorden)
- Kangerlussuatsiaq (Lindenowfjorden)
- Søndre Sermilik
- Tasermiut (Ketilsfjord)
- Tunulliarfik (Eriksfjorden)
- Uunartoqfjorden

## Qeqqata Kommune
- Kangerlussuaq (Søndre Strømfjord)
- Kangerlussuatsiaq (Evighedsfjorden)
- Nassuttooq (Nordre Strømfjord)
- Niaqunngunaq (Fiskefjorden)
- Sisimiut Isortuat (Nordre Isortoq)
- Søndre Isortoq

## Qeqertalik Kommune
- Nassuttooq (Nordre Strømfjord)

## Sermersooq Kommune
- Alanngorsuaq (Kobberminebugt)
- Allumersat (Bjørnesund)
- Ameralik (Lysefjord)
- Bernstorffs Isfjord
- Carlsbergfjorden
- Nuup Kangerlua (Godthåbsfjorden)
- Ikertivaq
- Ilorput (Arsukfjorden)
- Iluileq (Danellfjorden)
- Kangerluarsussuaq
- Kangerlussuaq (Storfjord)
- Kangerlussuaq (Storfjord)
- Kangerlussuatsiaq (Lindenowfjorden)
- Kangertertivarmiit Kangertivat (Nordvestfjord) (på grænsen til Nordøst-Grønland biosfærereservat)
- Kangertittivatsiaq
- Kuannersooq (Kvanefjorden)
- Nansenfjorden
- Orqungmut Kangertiva (Gåsefjorden)
- Qeqertarsuatsiaat Kangerluat (Fiskenæsfjorden)
- Kangertittivaq (Scoresbysundet)
- Sermiligaarsuk
- Sermilik
- Sermilik
- Sermilik
- Umiiviip Kangertiva (Gyldenløvefjorden)

## Grønlands Nationalpark
- Ardencaplefjorden
- Besselfjorden
- Bredefjord (Grønland)
- Danmarksfjorden
- Frederick E. Hyde Fjord
- G. B. Schley Fjord
- Hagen Fjord
- Independence-fjorden
- Ingolfsfjorden
- J. P. Koch Fjord
- Kangertertivarmiit Kangertivat
- Kejser Franz Josephs Fjord
- Kong Oscars Fjord
- Nioghalvfjerdsfjorden
- Sankt George Fjord
- Sherard Osborn Fjord
- Skærfjorden
- Victoriafjorden